# Dinkoro Coulibaly
Pour les articles homonymes, voir Coulibaly.
Dinkoro Coulibaly ou Dékoro, est un roi du Royaume bambara de Ségou qui règne de 1755 à 1757. Il succède à son père Biton Coulibaly. Connu pour sa cruauté, il est assassiné en 1757 par une conjuration de son armée de soldats-esclaves. Son frère Ali Coulibaly lui succède brièvement. Le chef des conjurés règne à sa suite de 1757 à 1760.

## Règne
Appelé selon les sources Dékoro, Dekoro, Diécoro, Djékoro, Denkoro, Dinkoro, son nom de Dékoro viendrait de Dé (fils) et Kor (l'ancien).
Il est difficile de connaître avec exactitude la vérité sur ce souverain de la dynastie Bambara, mais les dates de son règne de 1755 à 1757 semblent confirmées ainsi que ses actes de cruauté.
Il succède en 1755 à son père, Biton, aussi nommé dans des sources Bitto ou Bitton, Tighitong ou Mamari Koulibali le Tiguiton (maître des armées), maître de Ségou.
Connu pour ses cruautés, Dékoro fait enterrer vivantes des victimes humaines dans le mur d'enceinte qu'il fait construire autour de la ville de Ségou. Révolté par ces exactions, le peuple le tue en 1757.
Après un bref règne de quelques semaines de Bakary, aussi dit Bakari ou Ali, troisième fils de Biton, c'est Ton-Massa, chef des armées, dit aussi Tomassa Diara, chef des conjurés, qui lui succède de 1757 à 1760.
Karé Kammoura et Monteil donnent Ali (Bakari) comme ayant régné pendant six mois, Dékoro lui ayant succédé après sa mort pendant le siège de Kirango.
Devenu roi, Dékoro mène des représailles contre Kirango. L'expédition militaire menée par son armée de soldats esclaves, les tondions, échoue et Dékoro fait maçonner quatre fois soixante hommes dans les murs de son palais et déclare : "Ainsi j'habiterai au milieu de mes esclaves qui bon gré mal gré, me garderont.". Le chef de l'armée, le ton-mansa, proteste contre le sort fait à ses soldats. Dékoro veut les faire travailler dans les champs puisqu'ils échouent à la guerre puis les envoie à nouveau faire la guerre contre Kirango. Mais l'armée se révolte et revient vers Ségou, le ton-mansa tue Dékoro d'un coup de feu, s'empare de la hache d'or, s'enfuit, et aidé par ses soldats, revient pour prendre le pouvoir.
Selon des récits de griots récoltés au milieu du XIXe siècle par Raffanel, le règne de Dékoro est marqué par des crimes atroces et particulièrement sanguinaires qui aboutiront à son élimination par le peuple.
Une tradition locale voulait que les murailles arrosées de sang humain et contenant des cadavres dans leurs fondations étaient imprenables, 
Alors que celle-ci se bornait jusqu'alors à sacrifier un jeune homme et une jeune fille ainsi qu'un boeuf ou un âne, Dékoro veut surpasser ses prédécesseurs et procède à un meurtre de masse accompagné d'une mise en scène macabre sous forme de fête.
Les différents récits de ces événements indiquent que Dékoro aurait massacré des centaines ou des milliers de personnes en présence de son peuple réuni pour une soi-disant fête et les avait enterrés, certaines vivantes, dans les soubassements des murs d'enceinte. Cet événement avait provoqué une révolte de son peuple qui l'avait alors massacré et remplacé par un chef issu des leurs.
L'un des récits indique que Dékoro organise une fête où tout le peuple d'esclaves doit assister. Il fait assembler deux cents jeunes filles et deux cents jeunes hommes en habits de fête ainsi que des animaux. Il les fait égorger en public par sa garde rapprochée et jeter dans les tranchées préparées pour la construction du mur d'enceinte.
D'abord pétri d'effroi, le peuple présent se révolte alors et se précipite sur Dékoro pour le massacrer ainsi que les membres de sa famille.
Le gouvernement est donné aux Diaras, une tribu d'affranchis.
Dans un autre récit, Dékoro fait préparer plusieurs jours à l'avance des tranchées tout autour de la ville avec des pierres et du sable déposés tout le long et fait détourner une rivière pour créer des ruisseaux dans ce dispositif.
Une fois les préparatifs achevés, il fait appeler le peuple d'esclaves pour une fête, distribue des cadeaux, et, afin de leur présenter une surprise, fait bander les yeux de tous participants avec interdiction de lever le bandeau sous peine de mort.
Les soldats du roi choisissent alors des personnes parmi la foule aux yeux bandés, les traînent vers les tranchées, les égorgent et les jettent, certains vivants, dans les fossés. Une muraille de vingt coudées est élevée sur eux.
Cette légende estime les exécutions à soixante mille personnes.
Au bout de quatre heures, le roi fait ôter leur bandeau à la foule et leur demande d'admirer la nouvelle muraille et de révérer leur roi.
Mais la foule qui avait entendu des bruits étranges est inquiète et s'aperçoit qu'il manque de nombreuses personnes dans leurs rangs.
Certains participants ayant passé outre aux ordres ont été témoins des exactions.
Le peuple décide alors de destituer Dékoro et de nommer un nouveau roi.
Un complot est fomenté dans la nuit.
Le lendemain lors de son bain, Dékoro est saisi par les conjurés, ses gardes du corps sont tués, sa famille exécutée et jetée dans le fossé d'une tour creusée au centre de la cour de la maison royale, un spectacle auquel Dékoro est forcé d'assister.
Il est ensuite cloué sur une planche et exposé au sommet de la tour de cadavres puis tué et son cadavre traîné en-dehors des murailles de la ville pour le priver de sépulture.
Le chef des conjurés est nommé roi.